# Auxilium
Auxilium è un'opera di Pier Enea Guarnerio uscita per la casa editrice Zanichelli nel 1878. Il libretto (poche pagine in tutto) intendeva rispondere a Un grido di Giovanni Rizzi che aveva attaccato violentemente Olindo Guerrini. Ad esempio, la lirica intitolata A Messer Pietro Aretino, replicava a cinque sonetti del Rizzi con analogo titolo. Il Rizzi rispose in una recensione all'opuscolo del Guarnerio, accusandolo di oscenità: stando a quel che dice il Guerrini in Nova polemica a causa di questa denuncia il Guarnerio ebbe delle noie.
In fondo, il libretto era una rivendicazione della libertà dell'arte al di fuori della morale.